# Добротино (община Кавадарци)
 Тази статия е за селото в Северна Македония.  За селото в България вижте Добротино.  
Добротино (на македонска литературна норма: Добротино) е село в Северна Македония, в община Кавадарци.

## География
Селото е разположено южно от Кавадарци, над левия бряг на язовира Тиквешко езеро срещу селата Ресава и Бегнище. Църквата в селото е „Свети Димитър“.

## История
Според статистиката на Васил Кънчов („Македония. Етнография и статистика“) от 1900 г. Добротино е има 160 жители българи християни.
Цялото християнско население на селото е под върховенството на Българската екзархия. По данни на секретаря на екзархията Димитър Мишев („La Macédoine et sa Population Chrétienne“) в 1905 година в Добротино (Dobrotino) има 56 българи екзархисти.